# Муфаса: Король Лев
«Муфаса: Король Лев» (англ. Mufasa: The Lion King) — американский компьютерно-анимационный музыкальный драматический фильм режиссёра Барри Дженкинса по сценарию Джеффа Натансона, снятый студией Walt Disney Pictures. Это приквел и продолжение к ремейку мультфильма «Король Лев». Дональд Гловер, Сет Роген, Билли Айкнер, Джон Кани и Бейонсе Ноулз-Картер повторили свои роли из ремейка, к ним присоединились Аарон Пьер, Кельвин Харрисон-младший, Тиффани Бун, Мадс Миккельсен, Тэндиве Ньютон, Ленни Джеймс и Блю Айви Картер в её кинодебюте.
Разработка приквела к «Королю Льву» была подтверждена в сентябре 2020 года, когда Дженкинс был назначен режиссёром, а Натансон закончил черновик сценария. Пьер и Харрисон-младший были объявлены в качестве актёров в августе 2021 года. Фильм был официально анонсирован, когда его официальное название было объявлено в сентябре 2022 года на выставке D23 Expo. Производство фильма замедлилось в июле 2023 года из-за забастовки SAG-AFTRA 2023 года.
Мультфильм посвящён памяти Джеймса Эрла Джонса, оригинального голоса Муфасы из оригинального мультфильма 1994 года и ремейка 2019 года, который умер 9 сентября 2024 года.
Фильм выпущен 20 декабря 2024 года компанией Walt Disney Studios Motion Pictures, когда оригинальному мультфильму исполнилось 30 лет. Фильм получил смешанные отзывы критиков.

## Сюжет
После событий первого фильма у Симбы и Налы появилась дочь по имени Киара и вскоре должен родиться второй детеныш. Они отправляются в оазис, в то время как Симба поручает Тимону и Пумбе присматривать за Киарой на Скале Предков. Вскоре их навещает Рафики и, рассказав малышке Киаре о том, когда Симба был в ее возрасте, он решает поделиться историей о юности Муфасы и его коварного сводного брата Шрама, при этом Тимон и Пумба комментируют его рассказ на протяжении всего фильма.
Муфаса родился в небольшой семье львов, состоящей из него самого и его родителей, Масего и Афии, которые верят в мифическую страну под названием Милеле. Их привычный уклад жизни нарушается внезапным наводнением, которое уносит испуганного Муфасу далеко от дома, где он встречает королевского детеныша по имени Така, который пытается спасти его от молодых крокодилов, которых позже прогоняет мать Таки, Эше. Родители Таки, король Обаси и королева Эше, наказывают Таку за то, что он приветствовал чужака. Муфаса утверждает, что его скорость может им пригодиться, и соревнуется с Такой, чтобы доказать это. Муфаса задерживается из-за истощения, но Така признается, что всегда хотел иметь брата, и пропускает Муфасу вперёд, чтобы его приняли в прайд; к большому нежеланию Обаси.
Муфаса и Така вскоре вырастают. Вскоре, пока Эше и Муфаса охотятся на ориксов, на них нападают два белых льва, но Муфасе удается отбиться от них, даже натолкнув одного из них на острую ветку, из-за чего тот погибает. Така видит атаку, но отступает в страхе, чем вызывает недовольство отца. Чигару, дядя Таки и брат Обаси, отправляется шпионом на территорию белых львов, также известных, как Отверженные. Белые львы отчитываются о потерях своему королю Киросу, который приказывает им убить Азибо, выжившего льва, за то, что якобы тот сдался после гибели напарника Шаджу, взрослого сына Кироса. Затем Эше отпускает из прайда Муфасу и Таку в связи с угрозой со стороны белых львов, после чего белые нападают на прайд Обаси и уничтожают его. Муфасе и Таке удается оторваться от белых львов, прыгнув в реку, и львица, отправленная за ними, становится жертвой крокодила, в то время как Кирос продолжает их преследовать.
Когда Муфаса и Така выбираются из реки, они встречают одинокую львицу по имени Сараби, ее личного разведчика — птицу-носорога Зазу и молодого мандрила Рафики, которого изгнали другие обезьяны из-за того, что он отличался от них, обвиняя его в общении с нечистой силой. Рафики говорит им, что он направляется в Милеле, чтобы найти новый дом, и они решают пойти с ним. Така постепенно влюбляется в Сараби, но когда он пытается признаться ей в любви, Кирос и его прайд находят их, но Сараби бросает с дерева улей и использует пчел, чтобы обратить в бегство проходящих слонов и тем самым оторваться от белых львов. Она падает и теряет сознание, заставляя Муфасу спасти ее, но он заявляет выздоравливающей Сараби, что это был Така.
Они скрываются от белых львов в снежных горах. Сараби говорит Муфасе, что она знала, что это он вытащил её, и вскоре они влюбляются. Наблюдая за этим издалека, Така уходит из ревности и вскоре встречается с Киросом и его прайдом, предлагая Киросу отомстить Муфасе, так как он был тем, кто убил его сына. На следующий день группе удается достичь Милеле, пышного оазиса, а Така тайно оставляет следы для Кироса и его прайда.
Затем Рафики называет Муфасу своим братом, как раз в момент нападения белых львов. Когда Муфаса сталкивается с Киросом, злой лев рассказывает ему о предательстве Таки. Несмотря на это, Муфаса объединяет других животных и ведёт их на бой против белых львов. В последовавшей битве Кирос загоняет Муфасу в пещеру и изматывает его. Видя это, вмешивается раскаявшийся Така, в результате чего Кирос оставляет Таке шрам на глазу. Происходит землетрясение, в ходе которого образуется Скала Предков, погибают помощницы Кироса Акуа и Амара, а в пещере происходит обвал, в результате которого валун из потолка пробивает пол, а Муфаса и Кирос падают в пещерное озеро. Кирос пытается в последний раз убить Муфасу и утащить его под воду, но тонущий камень давит Кироса, а Муфаса выплывает наверх. Така нехотя вытаскивает почти тонущего Муфасу, и спасает ему жизнь, несмотря на свою ненависть к нему.
Потоп отступает, и Муфаса и Сараби вместе выходят из пещеры, пока все звери празднуют победу, а Рафики провозглашает Муфасу королем. Муфаса вскоре воссоединяется со своей матерью Афией, от которой узнаёт, что его отец Масего мёртв. Муфаса осуждает Таку за предательство, но прощает его, поклявшись никогда больше не называть Таку по имени, и даёт ему новое имя "Шрам". Затем Муфаса поднимается на недавно образовавшуюся Скалу Предков и рычит с неё, знаменуя начало своего правления.
В настоящем времени Киара пытается рычать с утеса над пещерой, пока перед ней не появляется дух Муфасы в облаке. Вскоре она, Рафики, Тимон и Пумба воссоединяются с Симбой и Налой, которые приводят к ним новорожденного львенка Кайона.

## Роли озвучивали
- Аарон Пьер — Муфаса, лев, молодой принц, который вырастет, чтобы стать будущим королем Земель Прайда и отцом Симбы.
  - Брелин Ранкинс — маленький Муфаса.
  - Архивные записи Джеймса Эрла Джонса в роли Муфасы используются во время открытия фильма. Джонс умер за три месяца до выхода фильма; он был посвящён его памяти[11].
- Кельвин Харрисон-младший — Така, лев, молодой принц, сводный брат Муфасы и сын Эше и Обаси, который позже будет известен как Шрам.
  - Тео Сомолу — маленький Така.
- Сет Роген — Пумба, медлительный бородавочник, который подружился с Симбой, когда он был детёнышем.
- Билли Айкнер — Тимон, мудрый сурикат, который подружился с Симбой, когда он был детёнышем.
- Джон Кани — Рафики, мудрый мандрил, шаман Земель Прайда, близкий друг Муфасы, который рассказывает Киаре его историю вместе с Тимоном и Пумбой.
  - Кагисо Ледига — молодой Рафики.
- Тиффани Бун — Сараби, львица, которая подружилась с Муфасой, Такой и Рафики, будущая королева Земель Прайда и мать Симбы.
- Престон Найман — Зазу, молодая птица-носорог, будущий мажордом для короля Земель Прайда.
- Мадс Миккельсен — Кирос, грозный белый лев, глава прайда "Отверженных", который хочет отомстить Муфасе за смерть своего сына Шаджу.
- Дональд Гловер — Симба, лев, нынешний король Скалы Предков и сын Муфасы.
- Бейонсе Ноулз-Картер — Нала, львица, жена Симбы и королева Земель Прайда, невестка Муфасы и Сараби.
- Тэндиве Ньютон — Эше, львица, мать Таки, приёмная мать Муфасы и жена Обаси.
- Ленни Джеймс — Обаси, лев, отец Таки, приёмный отец Муфасы, муж Эше, лидер своего прайда.
- Кит Дэвид — Масего, лев, биологический отец Муфасы.
- Аника Нони Роуз — Афия, львица, биологическая мать Муфасы.
- Блю Айви Картер — Киара, молодая девочка-львёнок, которая является дочерью Симбы и Налы, а также внучкой Муфасы и Сараби и принцессой Земель Прайда.
- Джоанна Джонс — Акуа, белая львица, член "Отверженных", сестра Кироса.
- Фолейк Оловофойеку — Амара, белая львица, член "Отверженных", также сестра Кироса.
- Тусо Мбеду — Джуния, бабуин, подруга Рафики.
- Шейла Атим — Аджарри, жираф, подруга детства Муфасы, глава своего стада.
- Абдул Салис — Чигару, член прайда Обаси, брат Обаси, дядя Таки и приёмный дядя Муфасы.
- Деррик Л. Макмиллон — Моси, буйвол, друг Муфасы и Аджарри.
- Эй Джей Беклз — Азибо, белый лев, участвовавший в нападении на Муфасу и Эше. За отступление после смерти напарника был убит своими же.
- Маэстро Харрелл — Инаки, бабуин из стаи Джунии.
- Дэвид С. Ли — Мобо, бабуин из стаи Джунии.
- Доминик Дженнингс — Сарафина, мать Налы и подруга Сараби.

## Производство

### Разработка
В сентябре 2020 года было объявлено, что в разработке находится продолжение ремейка мультфильма «Король Лев». Это его четвёртая режиссерская роль и первый блокбастер. Указывалось, что в проекте будет сюжет, сосредоточенный на Муфасе в годы его взросления, с дополнительными сценами, посвящённым событиям после первого фильма, подобно фильму «Крёстный отец 2». К тому моменту Джефф Натансон, сценарист предыдущего фильма, завершил черновик сценария. Фильм был официально анонсирован на D23 Expo 2022 года под названием «Муфаса: Король Лев».
13 декабря 2023 года Hollywood Handle сообщил, что в сюжете этого фильма Рафики расскажет историю Муфасы его внучке Киаре, что сделает это первым появлением персонажа на экране со времён мультфильма «Король Лев 2: Гордость Симбы». Что касается того, насколько его фильм будет основываться на «Гордости Симбы», Дженкинс признал, что «некоторые вещи» из канона очень часто упоминаются, но это не ремейк как таковой.

### Кастинг
В августе 2021 года Аарон Пьер и Кельвин Харрисон-младший были выбраны на роли молодых Муфасы и Шрама соответственно. Во время интервью с Fandango в апреле 2023 года о его фильме «Шевалье», Харрисон-младший подтвердил, что фильм будет исследовать предысторию Шрама, изображая его в «уморительном и очень, очень остром» образе и выражая интерес к тому, как развиваются отношения молодого и сладкого Шрама с его братом Муфасой на протяжении всего фильма. В беседе с ComicBook.com в августе 2024 года, Пьер описал, как его роль Терри Ричмонда и его работа с Джереми Солнье в фильме «Ребел-Ридж» предложили ему, как и в большинстве его проектов, возможность усвоить уроки из работы и персонажей, чтобы двигаться вперёд с его ролью Муфасы, сказав, что предыдущий жизненный опыт информирует его будущее. К сентябрю 2022 года стало известно, что Сет Роген, Билли Айкнер и Джон Кани повторят свои роли Пумбы, Тимона и Рафики соответственно.
В апреле 2024 года было подтверждено, что Бейонсе Ноулз-Картер и Дональд Гловер повторят свои роли, Блю Айви Картер, Тиффани Бун (заменив Элфри Вудард), Кагисо Ледига, Престон Найман, Мадс Миккельсен, Тэндиве Ньютон, Ленни Джеймс, Аника Нони Роуз, Кит Дэвид, Брелин Ранкинс, Тео Сомолу, Фолейк Оловофойеку, Джоанна Джонс, Тусо Мбеду, Шейла Атим, Абдул Салис и Доминик Дженнингс объявили о присоединении к актёрскому составу. Дженкинс рассматривал возможность роль Блю Айви в роли Киары, так как он услышал версию аудиокниги, которую она сделала для его друга из короткометражного фильма Мэттью А. Черри Hair Love, но у него были оговорки относительно того, захотят ли она и её мать выступать друг напротив друга, опасаясь, что это может попасть «слишком близко к дому», но и Блю Айви, и Бейонсе были в восторге, когда он предложил им идею. В сочетании с туром Бейонсе Renaisssance, во время которого Блю Айви участвовала в качестве танцовщицы в исполнении одной из песен альбома The Lion King: The Gift, Дженкинс чувствовал, что между матерью и дочерью существует какая-то синергия с фильмом, демонстрируя какой-то тип «капсулы времени».

### Визуальные эффекты
В сентябре 2022 года на D23 исключительно для участников были показаны первые кадры, что показало, что производство началось. Moving Picture Company вернулась, чтобы предоставить визуальные эффекты. В июле 2023 года производство фильма замедлилось из-за забастовки SAG-AFTRA.

## Музыка
К июню 2022 года Николас Брителл должен был написать музыку к фильму, ранее сотрудничая с Дженкинсом над различными проектами. В сентябре к нему присоединились Ханс Циммер и Фаррелл Уильямс. В апреле 2024 года было объявлено, что Лин-Мануэль Миранда напишет песни; Дженкинс обратился к Миранде, чтобы поработать над фильмом, чтобы поддерживать связь, так как Дженкинс чуть не снял Миранду в своем фильме «Если Бил-стрит могла бы заговорить». Он начал работать над музыкой тайно в начале 2022 года. Марк Манчина должен был совместно продюсировать песни с Мирандой, а Лебо М обеспечил дополнительный вокал и выступления. В сентябре 2024 года было объявлено, что Дэйв Мецгер напишет музыку к фильму, а Циммер, Брителл и Уильямс, как говорят, выбыли до начала производства. В то время как Мецгер был указан, как единственный композитор, были повторно использованы мотивы и фрагменты из произведений, написанных Циммером и Элтоном Джоном, из предыдущих фильмов, такие, как «This Land», «Under the Stars», «King of Pride Rock», «Circle of Life» или «Can You Feel the Love Tonight». Циммер был указан как дополнительный автор композиции «And So It’s Time». Кроме того, были включены четыре темы Брителла для фильма, все из которых он сочинил с Лебо М.

## Маркетинг
Во время D23 тем, кто посетил D23, был проведён эксклюзивный предварительный просмотр, который показал, что Муфаса был осиротевшим львёнком. Предварительный просмотр также показал, что Рафики и Тимон расскажут историю о прошлом Муфасы и о его пути к тому, чтобы стать королём. Барри Дженкинс также появился 11 апреля 2024 года во время презентации The Walt Disney Studios на CinemaCon для продвижения фильма, где он отметил: «Вам, наверное, интересно… что такое режиссёр „Лунного света“ делает, разговаривая со мной о массивном фильме IP с восемью квадрантами? И я должен сказать, что сначала эта мысль была очень странной для меня. Но, о боже. Это было одно из лучших решений, которые я когда-либо принимал в своей жизни, и я так рад, что сделал эту картину»
Первый тизер-трейлер и официальный тизер-постер дебютировали 29 апреля 2024 года на шоу ABC Good Morning America. Музыкальная композиция трейлера была завершена новым инструментальным исполнением «Circle of Life», подтверждая, что некоторые музыкальные материалы Элтона Джона и Тима Райса из предыдущего фильма будут представлены в фильме. Трейлер получил смешанные отзывы, некоторые из которых посчитали фильм «ненужным» и «бездушным приквелом к бездушному ремейку». Дженкинс ответил в Twitter, написав: «В „Короле Льве“ нет ничего бездушного… На протяжении десятилетий дети впервые сидели в театрах по всему миру, испытывая коллективное горе, впервые встречаясь с Шекспиром, через проходы на бесчисленных языках. Самый мощный сосуд для общей эмпатии».
Официальный полный трейлер фильма был показан во время Disney Entertainment Showcase на выставке D23 Expo 10 августа 2024 года, наряду с вариантом первого постера с Такой и его будущей взрослой версией Шрамом, отражённой в луже. Также состоялась премьера «I Always Wanted a Brother», одной из песен, написанных Мирандой. Миранда лично появился на D23 с Дженкинсом, чтобы представить трейлер.
Финальный трейлер был представлен на D23 Brazil 8 ноября 2024 года вместе с новым постером с участием Муфасы, Таки, Рафики, Зазу, Тимона, Пумбы и Киары. Ранее в тот же день Тиффани Бун и Кельвин Харрисон-младший появились на Good Morning America, чтобы обсудить фильм и поделиться просмотром трейлера.

## Премьера
Мировая премьера фильма состоялась 9 декабря 2024 года в театре «Долби» в Лос-Анджелесе. В США премьера состоялась 20 декабря 2024 года. Ранее он должен был выйти 5 июля 2024 года, но был перенесён из-за забастовки SAG-AFTRA.

### Выход на видео
18 февраля 2025 года фильм был выпущен в цифровом формате, 26 марта фильм вышел на Disney+, и 1 апреля на 4K Ultra HD, Blu-ray и DVD.
Фильм дебютировал на третьем месте в британском чарте Official Film Chart за неделю, закончившуюся 26 февраля. Позже фильм переместился на 4-е место в официальном киночарте Великобритании за неделю, закончившуюся 5 марта. Фильм поднялся на второе место в чарте цифровых продаж Fandango at Home за неделю, закончившуюся 16 марта.
Аналитическая компания Samba TV, которая собирает данные о зрительской аудитории из определённых Smart TV и поставщиков контента, объявила, что мультфильм дебютировал с 880 000 американских домохозяйств, транслировавших фильм в течение первых пяти дней на Disney+. Испаноязычные домохозяйства переиндексированы на 25% по аудитории. Для сравнения, выход фильма на PVOD 18 февраля на цифровых розничных платформах был арендован 217 000 американскими домохозяйствами в течение первых пяти дней.

## Реакция

### Кассовые сборы
По состоянию на 23 марта 2025 года фильм заработал 253,8 миллионов долларов в США и Канаде и 464,2 миллионов долларов на других территориях, в общей сложности 718 миллионов долларов.
В США и Канаде фильм вышел вместе с фильмом «Соник 3 в кино», и первоначально прогнозировалось, что он заработает около 50 миллионов долларов в 4100 кинотеатрах в первый уик-энд. После того, как он заработал 13,3 миллиона долларов в первый день (включая 3,3 миллиона долларов с предпоказа в четверг вечером), прогноз был снижен до 36-38 миллионов долларов. Он заработал 35 миллионов долларов, заняв второе место после «Соника 3 в кино». Во второй уик-энд фильм сохранил второе место, заработав 37,1 миллиона долларов. В третий уик-энд фильм сместил «Соника 3 в кино» в первого места в отечественном прокате, превзойдя отметку в 150 миллионов долларов. В свой пятый уик-энд фильм превзошёл новичков «Человек-волк» и One of Them Days, чтобы заняв первое место в прокате за четырёхдневный уик-энд MLK. The New York Times приписал долгосрочный кассовый успех фильма меньшей конкуренции со стороны других театральных релизов и популярности песен фильма в соцсетях.
В Великобритании и Ирландии фильм заработал 6 миллионов долларов в первый уик-энд. В Индии фильм заработал больше 15 миллионов долларов в течение 2 недель после его выхода.

### Критика
На сайте-агрегаторе рецензий Rotten Tomatoes 57 % из 115 рецензий критиков положительные, со средней оценкой 5,8/10. Консенсус сайта гласит: «Ловкая рука Барри Дженкинса и музыка Лин-Мануэля Миранды в некоторой степени приближают нас к квадратуре круга Жизни в Муфасе, но эта порывисто душевная история плохо поддается ее безличному, фотореалистичному анимационному стилю». Metacritic, который использует средневзвешенное значение, присвоил фильму оценку 56 из 100 на основе 46 рецензий критиков, что указывает на «смешанные или средние» рецензии. Аудитория, опрошенная CinemaScore, поставила фильму среднюю оценку «A–» по шкале от A+ до F, а те, кто был опрошен PostTrak, дали ему 85% положительных баллов.
Несколько публикаций заявили, что анимация фильма была улучшением по сравнению с ремейком. Мэтт Золлер Зейтц из RogerEbert.com дал фильму оценку 3+1⁄2 звезды из 4, описав его «технологическим шагом вперед» от ремейка, в чём он находит «новые способы сделать существ выразительными и эмоционально доступными для нас, а также каким-то образом убеждает нас в том, что они действительно животные, каждый коготь, ус и грива которых кажутся такими же реальными, как и образы в документальном фильме о природе». Морин Ли Ленкер для Entertainment Weekly написала, что анимация была «более убедительной, чем застойная энергия „Короля Льва“ Фавро, но иногда она кажется почти сумасшедшей, как будто Дженкинс отчаянно хочет доказать, что он может сделать что-то интересное с материалом». Кевин Махер из The Times дал фильму 5 звёзд, похвалив его концовку как «феерию спецэффектов, которая, к счастью, свободна от бессвязности, которая преследовала ремейк „Короля Льва“ Джона Фавро в 2019 году. Вместо этого Дженкинс держит всё сосредоточенным на драме, боли от разрушенных братских связей и разрушенных и восстановленных семьях». Тем не менее, Бильге Эбири из Vulture сказал, фильм «выглядит впечатляюще на техническом уровне, но производит ещё меньшее впечатление, чем его предшественник 2019 года. Да, это, безусловно, заработает кучу денег. С художественной точки зрения, это кажется огромной упущенной возможностью, особенно учитывая талант». Игнатий Вишневецкий из The A.V. Club назвал фильм улучшением по сравнению с ремейком 2019 года, хотя отметил, что «сделать Муфасу и Шрама чем-то отличными от кровных отношений — это реткон, хотя это, по крайней мере, объясняет, почему у них разные акценты».
Сценарий фильма получил смешанные отзывы. Питер Дебрюг из Variety раскритиковал комедийные перерывы Тимона и Пумбы, написав, что они делают «странно самососознающие трещины о корпоративных юристах, примечаниях к сценарию и определенной хитовой песне, которая, как они предполагают, уже всем надоела»; в целом, он сказал, что подход к повествованию был «ошибкой, служащей в основном для задержки и прерывания главной достопримечательности, которая является историей происхождения Муфасы». Entertainment Weekly назвал сценарий Джеффа Натансона «слабым» и сказал, что фильм слишком старался «слишком объяснить мир Симбы. Не всему нужна предыстория, урок, который Disney могла бы использовать прямо сейчас». Ловия Гьярке из The Hollywood Reporter сказала, что темп фильма «становится более прерывистым и менее последовательным». Часть этого может быть связана с чрезмерным повествованием. Натансон наполняет сюжет банальностями и моментами, которые могут привести, ну, к большему франчайзинга».
Песни Лин-Мануэля Миранды получили смешанные отзывы. Дэвид Феар Rolling Stone написал, что «нет ничего близкого к уровню ушного червя, как „Hakuna Matata“ или величественно подавляющего», как оригинальные песни Элтона Джона, но что композиции Миранды служили «больше похоже на то, что он наклоняется назад, чтобы дополнить те предыдущие основные элементы караоке». Аналогичным образом, Эми Николсон из Los Angeles Times написала: «Трудно назвать какую-либо песню шоустоппером. Они не созданы для напыщенности, и ни одна из них не такой в моменте, как „Hakuna Matata“…». Ленкер сказал, что песни были «тусклым выходом от мастера песен, без запоминающихся композиций, о которых можно было бы говорить». Джеймс Берардинелли из ReelViews раскритиковал, что «песни одинаково забываются, хотя отчасти это может быть связано с тем, что номера в „Короле Льве“ настолько запоминаются. Возможно, Лин-Мануэль Миранде было поручено выполнить неблагодарную работу». Тем не менее, The Times похвалил песни, написав, что Миранда доставил то, что «легко является его лучшей работой в кино со времён первой «Моаны».
Режиссер Роберт Эггерс назвал фильм одним из своих любимых фильмов 2024 года, сказав: «Было действительно трогательно увидеть, что единственный голос Барри Дженкинса привнёс в этот грандиозный фильм».

### Награды и номинации
| Премия                        | Дата церемония  | Категория                                                                    | Получатель(и) | Результат | Примечания |
| ----------------------------- | --------------- | ---------------------------------------------------------------------------- | --- | --------- | ---------- |
| Artios                        | 12 февраля 2025 | Выдающееся достижение в кастинге — полнометражный анимационный фильм         | Франсин Мейслер и Молли Роуз | Номинация | [ 69 ]     |
| Black Reel                    | 10 февраля 2025 | Лучшее озвучивание                                                           | Аарон Пьер | Номинация | [ 70 ]     |
| Black Reel                    | 10 февраля 2025 | Лучший саундтрек                                                             | Mufasa: The Lion King (Original Motion Picture Soundtrack) | Номинация | [ 70 ]     |
| Golden Reel                   | 23 февраля 2025 | Выдающееся достижение в звуковом монтаже — полнометражный анимационный фильм | Оннали Бланк, Гарри Коэн, Пола Фэрфилд, Люк Гиблон, Джейсон У. Дженнингс, Бенджамин Л. Кук, Кэти Холлидей, Андо Джонсон, Майкл Митчелл, Джесси Паризо, Роланд Н. Тай, Ванесса Лапато, Кэти Вуд, Питу Корхонен, Джон Куччи, Гэри Хекер, Майк Хортон, Хейкки Косси и Дэн О'Коннелл | Номинация | [ 71 ]     |
| Золотая малина                | 1 марта 2025    | Худший приквел, сиквел, ремейк или плагиат                                   | Барри Дженкинс, Адель Романски и Марк Церьяк | Номинация | [ 72 ]     |
| NAACP Image                   | 22 февраля 2025 | Выдающееся озвучивание персонажа — кинофильм                                 | Аарон Пьер | Номинация | [ 73 ]     |
| NAACP Image                   | 22 февраля 2025 | Выдающееся озвучивание персонажа — кинофильм                                 | Аника Нони Роуз | Номинация | [ 73 ]     |
| NAACP Image                   | 22 февраля 2025 | Выдающееся озвучивание персонажа — кинофильм                                 | Блю Айви Аартер | Победа    | [ 73 ]     |
| Спутник                       | 26 января 2025  | Лучшие визуальные эффекты                                                    | Одри Феррара и Адам Вальдес | Номинация | [ 74 ]     |
| Visual Effects Society Awards | 11 февраля 2025 | Выдающиеся визуальные эффекты в фотореалистичном полнометражном фильме       | Адам Вальдес, Барри Джон, Одри Феррара, Дэниел Фотерингем | Номинация | [ 75 ]     |
| Visual Effects Society Awards | 11 февраля 2025 | Выдающийся персонаж в фотореалистичном полнометражном фильме                 | Клаус Сковбо, Валентина Росселли, Эли Де Конинк, Амели Талармейн (Така) | Номинация | [ 75 ]     |
| Visual Effects Society Awards | 11 февраля 2025 | Премия Emerging Technology Award                                             | Каллум Джеймс, Джеймс Худ, Ллойд Бишоп и Бруно Педринья («Real-Time Interactive Filmmaking, From Stage to Post») | Номинация | [ 75 ]     |